# Осредек-при-Хубайниці
Осредек-при-Хубайниці (словен. Osredek pri Hubajnici) — поселення в общині Севниця, Споднєпосавський регіон, Словенія. Висота над рівнем моря: 407,3 м.